# 本假屋唯香
本假屋唯香（日语：／ Motokariya Yuika，1987年9月8日—），日本女演員，東京都出身，經紀公司為星塵傳播。血型A型、身高165cm。

## 來歷
10歲時為 Theatre Academy 旗下的演員，曾拍攝日本教育電視節目「有趣科學（わくわくサイエンス）」。2006年4月入讀日本大學藝術學部演劇學科。於2005年為NHK主演早上連續小說劇『ファイト（Fight）』，其後也有參演『僕の歩く道（我的人生路）』『薔薇のない花屋（沒有玫瑰的花店）』。2006年至2007年則有主演電影『Dear Friends』、『ラブレター 蒼恋歌』。2007年更為主演松任谷由實的音樂錄像「Yuming Films Project」中的一幕「リフレインが叫んでる」。

## 人物
- 姓氏「本假屋（本仮屋）」在日本古代薩摩藩（今九州鹿兒島縣）意指代官所。唯香的祖父即出身於鹿兒島縣。
- 座右銘是「初志貫徹」（貫徹始終）。此源自於電視劇《3年B組金八先生》第六季，劇中她飾演班長青沼美保，在第13集一幕所發表之座右銘即是「初志貫徹」。
- 興趣是慢跑、聽音樂、看書、游泳。因為容易晒黑，所以一定要帶傘出門。喜愛酸酸的食物、所以非常喜歡叔母造的膠狀沙拉。
- 喜愛的歌手有松任谷由實和aiko。個人網綕（2007年9月7日）上曾說過最近常聽她們的歌。
- 貫地谷栞是好友。
- 《3年B組金八先生》中自我介紹的問題，「喜歡的異性類型？」，回答「高個子、瀟灑、頭腦好的人，還要是運動員！」，之後從官方網見到自我介紹後，卻在Yahoo!Video 中表示非常後悔答了這個。現在喜歡的異性類型是「大方、溫柔、獨立」。
- 可以認出歴代所有內閣總理大臣的樣子和背出名字（2008年7月14日Qさま節目）。

## 主要演出作品

### 電視劇
- 柳橋慕情（2000年、NHK） - お梅 役
- 3年B組金八先生・第6季（2001年－2002年、TBS） - 青沼美保 役
- 甘蔗田之歌（2003年、TBS） - 美枝的朋友 役
- 在世界中心呼喚愛（2004年、TBS） - 上田智世 役
- Fight（2005年、NHK晨間小說連續劇） - 主演・木戸優 役
- 我的人生路（2006年、關西電視台） - 大竹りな 役
- 太郎和次郎〜反省ザルとボクの夢〜（2007年、富士電視台） - 恵子 役
- 夫婦道（2007年、TBS） - 高鍋若葉→中森若葉 役
  - 夫婦道2（2009年）
- 姿三四郎（2007年、東京電視台） - 村井乙美 役
- Yuming Films「リフレインが叫んでる」（2007年、NHK）
- 沒有玫瑰的花店（2008年、富士電視台） - 她（安西瑠璃）役
- Beyond the Break（2008年、朝日電視台） - レイシー 役（日本語吹き替え）
- 怪胎刑警（2008年、朝日電視台） -　遠藤鶴　役
- 謝謝Champy～日本最初的導盲犬誕生物語～（2008年、富士電視台） - 河相玲子 役
- 神之雫（2009年、日本電視台） - 綿貫鈴香 役
- 黑部的太陽（2009年、富士電視台） - 民子 役
- 婦產科女醫（2009年、日本電視台） - 嶋えりな 役
- 完美小姐進化論（2010年、TBS） - まちこ 役
- 神南署安積班3（2010年、TBS） - 立花美咲 役
- はじめての地デジ〜ついにその日がやってくる〜（2010年、NHK） - 鈴木ナミ 役
- 秘密（2010年、朝日電視台） - 橋本多恵子 役
- 求婚兄弟～長幼有序男人結婚的方法～（2011年、富士電視台） - 伊藤真央 役
- 相棒 season10 第5話（2011年、朝日電視台）- 守村やよい 役
- 推定有罪（2012年、WOWOW）- 長田美保 役
- 護士戶田鮎子的推理病歷簿（2012年、東京電視台）- 主演・戶田鮎子 役
  - 護士戶田鮎子的推理病歷簿2（2013年）
- 法庭新鮮人（2012年、NHK） - 主演・改世楽子 役
  - 法庭新鮮人2 （2014年）
- 彩色日村 第4話（2012年、TBS）- 山口百花 役
- Lady Joker（2013年、WOWOW）- 杉原佳子 役
- 廢柴英雄（2013年、讀賣電視台）- 倉田夏輝 役
- 民王（2015年、日本電視台）  -  南真衣 役
- 檢察官的本願（2016年、朝日電視台）- 加東栞 役
- 法官失格!?律師夏目連太郎的逆轉搜查（2017年、富士電視台）- 夏目沙月 役
- 櫻的親子丼（2017年、東海電視台） -  九十九恭子 役
- 信用詐欺師JP 第2話（2018年、富士電視台）- 操 役
- 復仇搜查～警犬與刑警的殺人追縱線～（2018年、朝日電視台）- 花村沙織 役
- 黃昏流星群（2018年、富士電視台）- 篠田薫 役
- SUITS 第10話（2018年、富士電視台）- 与謝野雛子 役
- 天才保姆．阿銀！ 第5話（2019年、NHK BS Premium）- 今出川民代 役
- 再雇用警察官（2020年、東京電視台）
  - 再雇用警察官2（2021年）
  - 再雇用警察官3（2021年）
  - 再雇用警察官4（2022年）
  - 再雇用警察官5（2023年）
- 單戀美食家日記（2020年、TOKYO MX）- 主演・所まどか 役
- 我的丈夫在冷凍庫裡沉睡著（2021年、東京電視台）- 主演・如月夏奈 役
- 山女日記3（2021年、NHK BS Premium）- 藤森あかね 役
- 心愛的謊言 溫柔的黑暗（2022年、朝日電視台）- 本田玲子 役
- 潘朵拉的果實～科學犯罪搜查檔案～（2022年、日本電視台）- 小比類巻亜美 役
- 上班族殺手（2023年、朝日電視台）-  稻葉美沙子 役

### 網路劇
- 慢行日本 為那女孩環島騎行（2017年10月20日、Amazon Prime Video） - 惠理 役
- 潘朵拉的果實Season2 ～科學犯罪搜查檔案～（2022年、Hulu）- 小比類巻亜美

### 電影
- 笑蛙（2002年）- 吉住千沙子 役
- 搖擺女孩（2004年9月11日公開）- 関口香織 役
- 情書 蒼戀歌（2006年11月25日公開）- 南雲由衣 役
- 二分之一的友情（Dear Friends）（2007年2月3日公開、東映）- マキ 役　※與北川景子雙主演
- 吉祥天女（2007年6月30日公開）- 麻井由似子 役
- 相棒劇場版 西洋棋殺人事件（2008年5月1日公開、東映）- 守村やよい 役
- Drop（2009年3月20日公開）- みゆき 役
- RAILWAYS 在49歲成為電車司機男子的故事（2010年5月29日公開） - 筒井倖 役
- 我們的存在（2012年）- 山本有里 役
- 黑金丑島君 Part2（2014年）- 由紀美 役
- 蜜桃女孩（2017年）- 安芸操 役
- 劇場版 超人力霸王捷德 連繫起來！ 願望！！（2018年） - 比嘉愛琉 役
- 幸福的麝香葡萄+2021年）- 相馬雪絵 役

### 教育電視
- 有趣科學（1999年－2002年）NHK教育台 - 研究所所長 役

### 寫真集
- 本假屋（2006年11月25日發售）
- 本仮屋唯香BOOK（2008年8月26日發售）
- CANTIK（2020年2月14日發售）

### CM
- 河合塾（2004年）
- 松本清（2004年 自我藥療系列）
- 史克威尔艾尼克斯 Final Fantasy水晶編年史 命運之輪（2007年）
- SUNTORY食品 SUNTORY天然水（2009年）
- 日本可口可樂 GEORGIA（2011年）
- 太田胃散 太田漢方胃腸薬II（2011年）
- 三菱汽車 三菱Mirage（2012年）
- DHC（2014年）

### 電台
- 日本放送　「ラジベガス　年末特別場『Narunia王國故事　獅子與魔女』」（2005年12月26~30日）ルーシィ 役